# Captain Fantastic and the Brown Dirt Cowboy
Captain Fantastic and The Brown Dirt Cowboy é o nono álbum de estúdio do cantor e compositor britânico Elton John, lançado em maio de 1975.
É um álbum conceitual baseado na vida de Elton John e seu parceiro de composição, Bernie Taupin. É o último álbum da década de 1970 de Elton John que traz todos os integrantes de sua banda clássica, que começaria a ser modificada a partir daquele ano. O projeto foi um sucesso comercial  e de crítica, sendo considerado um dos discos mais importantes de sua discografia. Foi eleito o 158º álbum na lista de 500 melhores álbuns de todos os tempos da revista Rolling Stone.

## Faixas

### Disco Original
1. "Captain Fantastic and the Brown Dirt Cowboy" - 5:46
2. "Tower of Babel" - 4:28
3. "Bitter Fingers" - 4:33
4. "Tell Me When the Whistle Blows" - 4:20
5. "Someone Saved My Life Tonight" - 6:45
6. "(Gotta Get A) Meal Ticket" - 4:00
7. "Better Off Dead" - 2:37
8. "Writing" - 3:40
9. "We All Fall in Love Sometimes" - 4:15
10. "Curtains" - 6:15

### Faixas bónus (reedição de 1996)
1. "Lucy in the Sky With Diamonds" (John Lennon, Paul McCartney) - 6:18
2. "One Day (At a Time)" (Lennon) - 3:49
3. "Philadelphia Freedom" - 5:23

## Créditos
- Elton John - teclados e vocal
- Ray Cooper - percussão
- David Hentschel - sintetizador
- Davey Johnstone - sintetizador, guitarras e vocais
- Dee Murray - baixo e vocais
- Nigel Olsson - bateria e vocais
- John Lennon - guitarra